# Pokémon Sleep
Pokémon Sleep é um jogo móvel para Android e iOS que recompensa o usuário com Pokémon dependendo da qualidade de seu sono. O aplicativo foi primeiramente lançado na Austrália, Canadá, Nova Zelândia e na América Latina no dia 17 de julho de 2023.
Antes das especificidades do jogo terem sido reveladas, The Pokémon Company havia prometido que o jogo iria "transformar dormir em entretenimento", de forma semelhante a como outros jogos móveis da franquia Pokémon, Pokémon GO e Pokémon Smile, tornaram andar e higiene oral em entretenimento, respectivamente.

## Gameplay
Pokémon Sleep é baseado em volta de rastrear o sono do jogador, e ganhar recompensas por ter dormido mais tempo. O jogo usa o microfone e o acelerômetro do seu dispositivo para rastrear o sono. Jogadores podem opcionalmente usar o Pokémon Go Plus+ para tocar sons que lembrem-nos da hora de dormir, também como para rastrear o sono sem precisar de um celular ligado.
Jogadores são dados um Snorlax pelo Professor Neroli para observar seus padrões de sono quando começam a jogar pela primeira vez. O jogador consegue dar frutas e refeições a Snorlax durante o dia. Quanto mais você alimenta Snorlax, maior o seu poder, e mais tipos de Pokémon consegue atrair. Depois de chegar em certos marcos com a pontuação de Snorlax, seu ranque irá aumentar, permitindo Pokémon visitantes mais raros após o sono.
Depois de cada sessão de sono, o jogador é dado uma análise baseada em como ele dormiu. Nessa análise, o sono é categorizado em três tipos diferentes: Dozing (Cochilo), Snoozing (Repouso) e Slumbering (Adormecimento). O tipo de sono que preenche a maioria do tempo total de sono é o tipo geral de sono, a não ser que uma quantidade igualitária o faça um "Tipo Equilibrado". A análise também indica quanto barulho o jogador fez durante seu sono. Baseado nesses fatores, o jogador é dado uma Pontuação de Sono.
Quando o jogador termina de ler sua análise, sua Pontuação de Sono é multiplicada pela pontuação de Snorlax para dar um Poder Sonolento final. Quanto mais Poder Sonolento recebido, por mais Pokémon o jogador será visitado.
Pokémon são classificados nos mesmos três tipos diferentes de sono listados anteriormente. Baseado no tipo de sono que o jogador recebeu, ele conseguirá aquele tipo de Pokémon visitando-o. Pokémon têm múltiplos estilos de sono que são salvos na Sleep-Style Dex. Depois de salvar os estilos de sono dos Pokémon visitantes, o jogador pode alimentá-los com PokéBiscuits para ganhar amizade com eles. Se o jogador ganha amizade suficiente com um Pokémon, ele vai juntar-se ao jogador, e pode ser colocado em um time para coletar berries e ingredientes.

## Desenvolvimento
Pokémon Sleep é desenvolvido pelo estúdio japonês Select Button, e foi publicado por The Pokémon Company. O jogo foi anunciado no dia 28 de maio de 2019, por Tsunekazu Ishihara, CEO da The Pokémon Company, durante uma conferência de imprensa realizada em Tokyo assim como na página do Twitter oficial da empresa. O aplicativo foi marcado para ser lançado em 2020, porém, não apareceu, levando à especulação que havia sido cancelado. Portanto, no dia 5 de abril de 2021, um fã reportou no Twitter que um certificado digital tem sido registrado para eotxawxn.sleep.pokemon.co.jp.
Uma mineração de dados do Pokémon GO APK em janeiro de 2022 revelou diversas adições do aplicativo Pokémon Go para integrar com Pokémon Sleep, incluindo poder se conectar com o acessório Pokémon Go Plus +, reavaliar padrões de sono, e conseguir recompensas dentro do aplicativo. Estas foram confirmadas pelo Pokémon Day 2023 Pokémon Presents, onde oficialmente anunciaram o acessório Pokémon Go Plus + (Plus Plus).
No dia 27 de fevereiro de 2023, Pokémon Sleep foi exibido durante o Pokémon Presents e marcado para ter um lançamento no verão de 2023. A partir de 6 de julho de 2023, usuários de Android podiam pré-registrar o aplicativo. No dia 17 de julho de 2023, Pokémon Sleep foi lançado na Austrália, Canadá, Nova Zelândia, e nos países da América Latina.